# Wole Soyinka
Wole Soyinka, pseudonimo di Akinwande Oluwole Soyinka (Abeokuta, 13 luglio 1934), è un drammaturgo, poeta, scrittore e saggista nigeriano Premio Nobel per la letteratura nel 1986, è considerato uno dei più importanti esponenti della letteratura dell'Africa sub-sahariana, nonché il maggiore drammaturgo africano.
Ha compiuto gli studi universitari a Ibadan e a Leeds, in Inghilterra, dove ha conseguito il Ph.D. nel 1973. Dopo due anni al Royal Court Theatre di Londra come drammaturgo, nel 1960 è rientrato in Nigeria, dove ha iniziato ad insegnare letteratura e teatro in diverse università e ha fondato il gruppo teatrale "Le maschere 1960". Nel 1964 ha creato la compagnia "Teatro Orisun" con la quale ha messo in scena anche le proprie opere. Nel 1965 ha pubblicato il primo romanzo, scritto in inglese, Gli interpreti.
Nel corso della guerra civile nigeriana, viene incarcerato dal 1967 al 1969 per un articolo in cui chiedeva un cessate il fuoco. La sua esperienza in cella di isolamento è narrata in L'uomo è morto.
Ancor più che per la narrativa e la saggistica, Wole Soyinka si è affermato in Africa e in Occidente attraverso il teatro e la poesia. In particolare, è noto per aver rivalutato il teatro della tradizione nigeriana e la "folk opera Yoruba". Ha scritto oltre venti drammi e commedie e ha adattato a un contesto africano Le Baccanti di Euripide, L'opera da tre soldi di Bertolt Brecht, I negri di Jean Genet. Fra i suoi lavori teatrali figurano: Il leone e la perla, Pazzi e specialisti, La morte e il cavaliere del Re, Danza della foresta, La strada, Il raccolto di Kongi. Fra le sue raccolte poetiche: Idanre and Other Poems; A Shuttle in the Crypt; Ogun Abibiman (it. 1992); Mandela's Earth and Other Poems.
Ha insegnato in numerose università, fra cui Yale, Cornell, Harvard, Sheffield e Cambridge, ed è membro delle più prestigiose associazioni letterarie internazionali. Ha ricevuto diversi riconoscimenti in tutto il mondo e il premio Nobel per la letteratura nel 1986.
Perseguitato e condannato a morte dal dittatore nigeriano Sani Abacha, Soyinka è vissuto in esilio negli Stati Uniti  fino al 1998, anno in cui il dittatore morì e Soyinka fece ritorno in Nigeria. Ora vive ad Abeokuta, la città nigeriana dove è cresciuto.

## Biografia

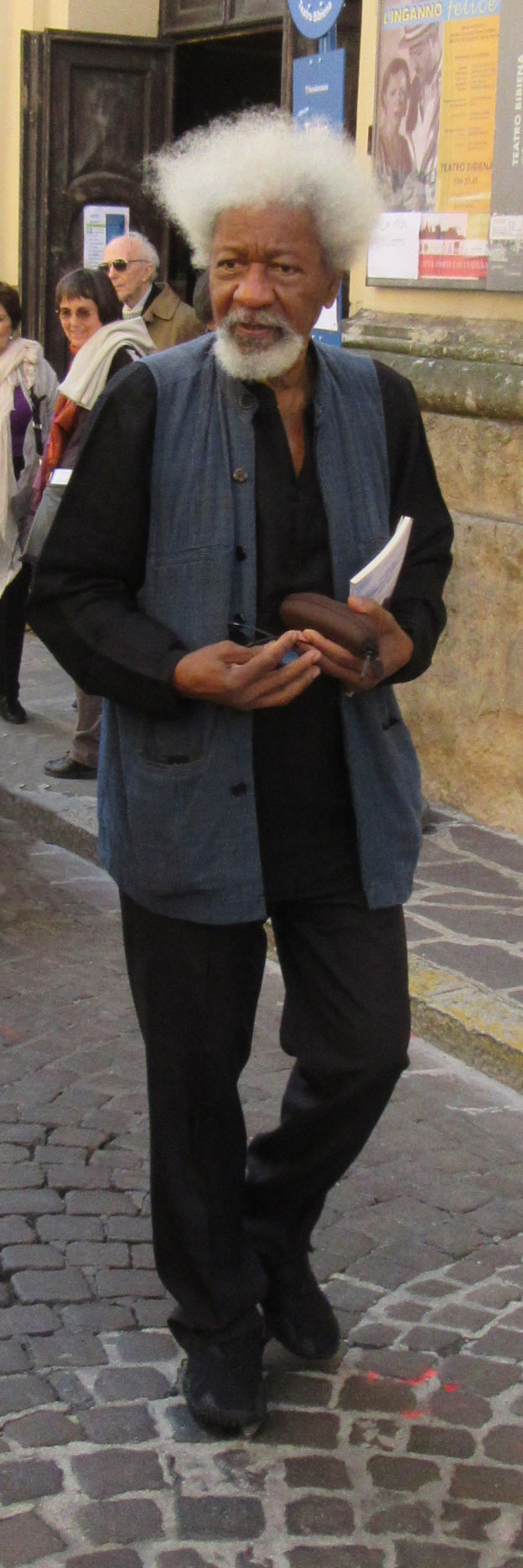
Soyinka, al Festivaletteratura 2019, all'uscita del Teatro Bibiena.

Soyinka è nato a Isara-Remo nello stato di Ogun, in Nigeria occidentale, all'epoca dominio britannico, secondo dei sei figli di Samuel Ayodele Soyinka, preside della St. Peters School ad Abeokuta e di Grace Eniola Soyinka, proprietaria di un piccolo negozio e soprattutto attivista politica nell'ambito del movimento femminista locale. Sua madre era di fede anglicana, sebbene nella famiglia di suo padre e nel vicinato fossero molto diffuse le mitologie e pratiche religiose Yoruba. Soyinka è cresciuto in un'atmosfera di sincretismo religioso che ha avuto una grande influenza sulla sua formazione, essendo sin da ragazzo contemporaneamente in contatto con i saperi tradizionali Yoruba e il Cristianesimo.
Nel 1940, dopo aver completato gli studi elementari, Soyinka frequentò la Abẹokuta Grammar School e in quegli anni e ottenne numerosi riconoscimenti per le sue composizioni letterarie. Nel 1946 venne ammesso al Government College di Ibadan, all'epoca la più prestigiosa scuola superiore della Nigeria. Dopo aver completato la sua formazione, si trasferì a Lagos, dove trovò lavoro come impiegato. In questo periodo, scrisse testi e brevi racconti per alcuni programmi radiofonici nigeriani e nel 1952, Soyinka intraprese i suoi studi universitari Ibadan e in seguito a Londra, dove seguì corsi di letteratura inglese, greco antico e storia.
Negli anni 1953-1954, rispettivamente il secondo e l'ultimo presso l'Università di Ibadan, Soyinka cominciò a lavorare alla sua prima opera ufficiale, "Keffi's Birthday Threat" che fu trasmessa dall'emittente radio nazionale in Nigeria nel luglio del 1954. Mentre era all'università, Soyinka insieme ad altri sei studenti, fondò la National Association of Seadogs, la prima confraternita universitaria in Nigeria. In seguito si trasferì a Leeds per perfezionare i suoi studi in letteratura inglese sotto la supervisione del suo mentore  Wilson Knight. Ancor prima di completare gli studi in Inghilterra, Soyinka ottenne un notevole successo come scrittore e drammaturgo, in particolare grazie ad alcune brevi commedie. In questi anni collaborò con The Eagle, un periodico umoristico inglese.
I suoi studi universitari e le esperienze europee lo portano a maturare una fusione tra alcuni degli elementi del teatro e della letteratura teatrale dell'occidente e le particolari caratteristiche dell'espressività Yoruba. Nel 1958 The Swamp Dwellers e un anno dopo scrisse The Lion and the Jewel, la commedia che destò l'interesse di molti membri della London Royal Court Theatre. Soyinka decise di lasciare il corso di dottorato che seguiva a Leeds e di trasferirsi a Londra dove cominciò a lavorare come suggeritore per il Royal Court Theatre. Nello stesso periodo, due delle sue opere andarono in scena ad Ibadan.
Nel 1960, Soyinka ricevette una borsa di studio come ricercatore dalla Fondazione Rockefeller e rientrò in Nigeria. A marzo di quell'anno, scrisse una nuova commedia satirica, The Trials of Brother Jero, che stabilì definitivamente la sua fama come drammaturgo. Uno dei suoi lavori più apprezzati, A Dance of The Forest, un pungente attacco alle élite di potere nigeriane, vinse il premio al Nigerian Independence Day; nello stesso anno Soyinka fondò una compagnia di teatro popolare che per almeno cinque anni costituì il centro della sua attività teatrale: "Le maschere 1960".

## Premio Europa per il Teatro
Nel 2017 riceve il Premio Speciale del Premio Europa per il teatro, a Roma, con la seguente motivazione:
Viene assegnato anche un Premio Speciale a Wole Soyinka, scrittore, drammaturgo e poeta, premio Nobel per la letteratura nel 1986, che con la sua opera ha saputo creare un ponte ideale tra l’Europa e l’Africa (...) Con la sua arte ed il suo impegno Wole Soyinka ha contribuito a rinnovare la vita culturale africana ed ha partecipato attivamente al dialogo tra Africa ed Europa, toccando temi politici divenuti sempre più attuali e portando, in lingua inglese, ricchezza e bellezza alla letteratura, al teatro e alla saggistica in Europa e in ogni parte del mondo.

## Opere tradotte in italiano
- Gli interpreti (The interpreters), Milano: Jaca Book, 1979 (romanzo)
- Teatro, Milano: Jaca Book
  - vol. I (1979):
    - Il leone e la perla (The lion and the jewel)
    - Uomini pazzi e specialisti (Madmen and specialists)
    - La morte e il cavaliere del re (Death and the king's horseman)

  - vol. II (1980):
    - Danza della foresta (A dance of the forests)
    - La strada (The road)
    - Il raccolto di Kongi (Kongi's harvest)
- Stagione di anomia (Season of anomie), Milano: Jaca Book, 1981 (romanzo)
- Aké: gli anni dell'infanzia (Aké: The Years of Childhood), Milano: Jaca Book, 1984, 19952 (memorie)
- La foresta dei mille demonii (The Forest of a Thousand Demons: A Hunter's Saga), traduzione di Mario Biondi, Milano: Mondadori, 1985
- L'uomo è morto (The man died: prison notes), Milano: Jaca Book, 1986 (note in prigione)
- Teatro africano, Torino: Einaudi, 1987 (con altri)
- La morte e il cavaliere del re (Death and the king's horseman), Milano: Jaca Book, 1993 (già in Teatro)
- Mito e letteratura (Myth, literature and the african World), Milano: Jaca Book, 1995 (saggi)
- Isara: intorno a mio padre (Isara: A voyage around essay), Milano: Jaca Book, 1996 (memorie)
- Le Bacchae di Euripide (The Bacchae of Euripide), S.l.: Grafo 7, 1997 (teatro)
- La strada (The road), Milano: Jaca Book, 1997 (già in Teatro)
- Turisti e soldatini (Travel club and boy soldier), Roma: Adn Kronos libri, 2000 (saggi)
- Le Baccanti di Euripide: un rito di comunione, Civitella in Val di Chiana: Zona, 2002
- Clima di paura (A climate of fear), Torino: Codice, 2005 (conferenza radiofonica)
- Strategie di sviluppo e aiuto internazionale: le proposte africane, Milano: Bruno Mondadori, 2006 (con altri)
- Il peso della memoria, la tentazione del perdono (The burden of memory – The muse of forgiveness), Milano: Medusa, 2007 (saggi)
- Sul far del giorno (You Must Set Forth at Dawn), Milano: Frassinelli, 2007 (memorie)
- Abiku e altre poesie, trad. Daria Potok, Trieste, FrancoPuzzoEditore, 2012, ISBN 978-88-88475-44-8, Premio Internazionale Trieste Poesia 2012
- Africa (Of Africa), trad. Alberto Cristofori, Milano, Bompiani 2015, ISBN 9788845279997
- Cronache della terra dei più felici al mondo (2021, Chronicles from the Land of the Happiest People on Earth), La Nave di Teseo, Milano 2023.

## Riconoscimenti

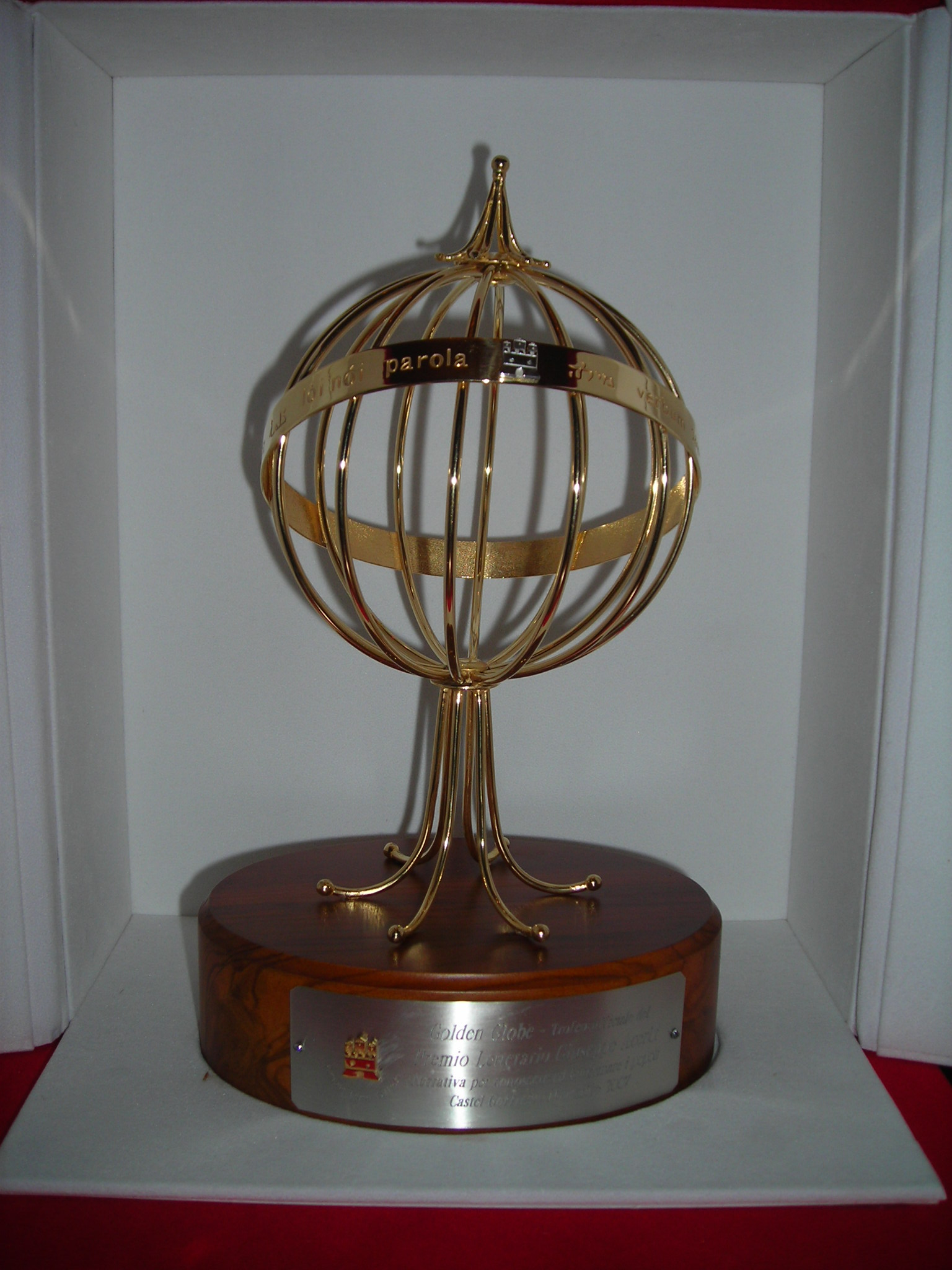
Premio letterario Giuseppe Acerbi.

- 1993 - Premio letterario Giuseppe Acerbi per il romanzo La morte e il cavaliere del Re.
- 2017 - Premio Europa per il teatro - Premio Speciale